# Anderson-Weißbauchratte
Die Anderson-Weißbauchratte (Niviventer andersoni) ist eine Nagetierart aus der Gattung der Weißbauchratten (Niviventer) innerhalb der Altweltmäuse (Murinae). Sie kommt am östlichen Rand des Hochlands von Tibet und des Himalaya im mittleren und südlichen China vor.

## Merkmale
Die Anderson-Weißbauchratte erreicht eine Kopf-Rumpf-Länge von 15,0 bis 19,8 Zentimetern mit einem Schwanz von 19,4 bis 26,9 Zentimetern Länge. Die Hinterfußlänge beträgt etwa 31 bis 40 Millimeter, die Ohrlänge 22 bis 28 Millimeter. Der Schädel hat eine Gesamtlänge von 39 bis 46 Millimeter.
Das Rückenfell ist lang und weich, es ist dunkel gräulich-braun gefärbt und mit schwarzen Haaren an der Mittellinie des Rückens durchsetzt. Die Körperseiten und die Wangen sind heller ockerfarben-braun und die Bauchseite ist cremeweiß und deutlich von der Rückenseite und den Flanken abgesetzt. Am Kopf besitzt die Art eine schwarze Zeichnung, die von den Vibrisses nach hinten über die Augen und bis zum Ansatz der Ohren reicht. Der Schwanz ist länger als die Kopf-Rumpf-Länge und besitzt am Ende eine wenig ausgeprägte Quaste aus längeren Haaren. Er ist zweifarbig mit einer dunkelbraunen Oberseite, die zum Ende in heller und im letzten Drittel weiß wird, sowie einer blass-braunen Unterseite. Die Oberseiten der Hände und Füße sind in der Regel dunkelbraun, die Zehen und die Seiten sind allerdings weiß.
Im Aussehen ähnelt die Art der Sichuan-Weißbauchratte (Niviventer excelsior), mit der sie in Teilen des Verbreitungsgebietes sympatrisch vorkommt, ist allerdings dunkler und größer als diese. Ein wichtiges Unterscheidungsmerkmal ist die Länge der Molarreihe im Gebiss, die bei der Anderson-Weißbauchratte 7,2 bis 8,3 Millimeter beträgt und bei der Sichuan-Weißbauchratte kleiner als 7,2 Millimeter ist.

## Verbreitung
Die Anderson-Weißbauchratte kommt am östlichen Rand des Hochlands von Tibet und des Himalaya im mittleren und südlichen China vor. Das Verbreitungsgebiet umfasst Teile des östlichen Xizang, Yunnan, Sichuan und Shaanxi sowie wahrscheinlich auch des nördlichen Guishou. Dokumentierte Funde aus dem Nordosten von Myanmar gehören wahrscheinlich einer anderen Art an, gleiches gilt für Tiere von Taiwan und anderen Regionen außerhalb des bekannten Verbreitungsgebietes.

## Lebensweise
Über die Lebensweise der Anderson-Weißbauchratte liegen nur wenige Informationen vor. Sie lebt in Hochgebirgswäldern in Höhen von 2000 bis 3000 Metern.

## Systematik
Die Anderson-Weißbauchratte wird als eigenständige Art innerhalb der Weißbauchratten (Niviventer) eingeordnet, die aus 17 Arten besteht. Die wissenschaftliche Erstbeschreibung stammt von dem britischen Zoologen Oldfield Thomas, der die Art 1911 anhand von Individuen vom Omi San in Sichuan beschrieb. Benannt wurde die Art nach dem Forschungsreisenden und Tiersammler Malcolm Playfair Anderson, der sie auf einer Sammlungsreise im Auftrag der Zoological Society of London gesammelt und Thomas zur Verfügung gestellt hatte. Die Art ist nahe verwandt mit der Sichuan-Weißbauchratte (Niviventer excelsior), mit der sie einige Merkmale teilt, die sie gegen andere Arten der Gattung absetzen.

## Status, Bedrohung und Schutz
Die Anderson-Weißbauchratte wird von der International Union for Conservation of Nature and Natural Resources (IUCN) als nicht gefährdet (least concern) eingeordnet. Begründet wird dies mit dem großen Verbreitungsgebiet, den angenommen großen Beständen in ihrem Verbreitungsgebiet und dem geringen Rückgang der Bestände. Potenzielle Gefährdungen sind nicht bekannt.

## Belege
1. 1 2 3 4 5 6  Darrin Lunde, Andrew T. Smith: Anderson's Niviventer. In: Andrew T. Smith, Yan Xie: A Guide to the Mammals of China. Princeton University Press, Princeton NJ 2008, ISBN 978-0-691-09984-2, S. 265–266.
2. 1 2 3  Niviventer andersoni in der Roten Liste gefährdeter Arten der IUCN 2016.2. Eingestellt von: A.T. Smith, 2008. Abgerufen am 10. November 2016.
3. 1 2 3  Niviventer andersoni. In: Don E. Wilson, DeeAnn M. Reeder (Hrsg.): Mammal Species of the World. A taxonomic and geographic Reference. 2 Bände. 3. Auflage. Johns Hopkins University Press, Baltimore MD 2005, ISBN 0-8018-8221-4.
4. ↑  Bo Beolens, Michael Grayson, Michael Watkins: The Eponym Dictionary of Mammals. Johns Hopkins University Press, 2009; S. 12; ISBN 978-0-8018-9304-9.